# Sarah Kane
Sarah Kane (Kelvedon Hatch, 3 februari 1971 – Camberwell, 20 februari 1999) was een Brits toneelschrijver.
Sara Kane schreef in haar korte leven een drietal toneelmonologen, vijf volwaardige toneelstukken en een kort filmscript. Hoewel aanvankelijk nauwelijks serieus genomen, wordt Kane inmiddels gezien als een van de invloedrijkste toneelschrijvers van de 20e eeuw. Haar pessimistische en soms zeer expliciete en gewelddadige schrijfstijl wordt wel vergeleken met die van de Oostenrijkse Nobelprijswinnares Elfriede Jelinek. In Nederland en België is haar toneelwerk diverse malen te zien geweest, met name in producties van de Nederlandse regisseur Thibaud Delpeut.

## Levensloop
Sarah Kane werd geboren in 1971 in Kelvedon Hatch (Brentwood, Essex), ten noordoosten van Groot-Londen, waar zij ook opgroeide. Kane's moeder was lerares en haar vader journalist voor de Daily Mirror. Als tiener was Sarah Kane enige tijd actief als evangeliste. Ze ging naar de Shenfield Comprehensive School, waar ze begon met het schrijven van korte verhalen en gedichten. Na de middelbare school studeerde Kane dramatiek aan de  Universiteit van Bristol, omdat dat het enige was waar ze enthousiasme voor kon opbrengen. Haar non-conformistische instelling bleek onder andere bij de opdracht om een essay over pornografie te schrijven, waarbij ze, naast het essay, een pornofilm inleverde. Door dit soort acties kreeg ze regelmatig moeilijkheden op school.
Tijdens haar dramaopleiding acteerde, regisseerde en schreef Kane. In haar eerste jaar speelde ze Bradshaw in Victory van Howard Barker. Dit vond ze zelf een fascinerende ervaring, met name de controle over de taal die ze bij Barker ervoer, maar toch stopte ze hierna min of meer met acteren. Kort daarop schreef ze haar eerste toneelwerken, drie monologen van elk 20 minuten: Comic monologue, Starved en What she said. In 1992 verliet ze de Universiteit van Bristol.
In de zomer van 1992 zag ze in Edinburgh Mad van Jeremy Weller. In dit experimentele theaterstuk werden ervaren en niet-ervaren acteurs met psychische aandoeningen bij elkaar gebracht. Als toeschouwer voelde Kane zich meegevoerd naar een staat van totaal geestelijk ongemak. Zoals ze zelf zei: "Mad took me to hell". In plaats van alleen toeschouwer te zijn, bood deze vorm van theater een totaalbelevenis. Hierna besloot Kane dat ze experimenteel theater wilde gaan maken.
In 1992 begon ze met een masteropleiding toneelschrijven aan de Universiteit van Birmingham. Ze wilde onder andere onderzoeken of ze een lang stuk kon schrijven met meerdere personages. Maar ook hier ondervond ze dezelfde problemen als in Bristol. Er werd van haar verwacht dat ze een uitgestippeld academisch pad bewandelde, maar Kane wilde teksten schrijven op een manier waarop dat nog niet eerder was gedaan. Zo zette ze zich sterk af tegen de drie- of vijfbedrijvenstructuur van een traditioneel toneelstuk. In Birmingham schreef ze het eerste deel van Blasted (tot de opkomst van de soldaat). Vervolgens verhuisde ze naar Londen, waar ze bij het Busch Theatre werd aangenomen als literair assistent. In deze tijd voltooide ze Blasted. Na een 15-tal voorlopige versies vond er in januari 1994 een eerste openbare voordracht plaats van het stuk, waarna ze de definitieve versie van Blasted schreef. In de vijf daarop volgende jaren schreef ze nog vier toneelstukken en een kort filmscript, achtereenvolgens: Phaedra's Love, Skin (film), Cleansed, Crave en 4.48 Psychosis.
Sarah Kane leed aan depressies met diepe dalen en hoge pieken en liet op verschillende momenten doorschemeren dat ze suïcide overwoog. In februari 1999 werd ze opgenomen in het King's College Hospital in Londen, na het innemen van een overdosis pillen. Hoewel ze dit overleefde, vonden de psychiaters dat ze ter observatie in het ziekenhuis moest blijven. Toch wist ze aan de aandacht van het medisch personeel te ontsnappen, waarna ze in een toilet alsnog een einde aan haar leven maakte door ophanging. Van haar laatste toneeltekst, het bijna profetische 4.48 Psychosis, heeft ze nooit de uitvoering gezien; het stuk werd een jaar na haar overlijden opgevoerd in het Royal Court Theatre in Londen.

## Werk

### Acteren
- Work, van Vincent O'Connel
- Victory, van Howard Barker (in de rol van Bradshaw)
- Cleansed (een aantal voorstellingen als Grace, vanwege ziekte van een actrice)
- Crave (een aantal voorstellingen als C)

### Regie
- Oh, What A Lovely War, van Joan Littlewood
- The Bear(?), van Tsjechov in Soho Polytechnic
- Macbeth, van Shakespeare in Bristol University
- Top Girls, van Caryl Churchill in Bristol University
- Low Level Panic, van Clare Mclntyre in Bristol University
- Woyzeck, van Georg Büchner
- Phaedra's Love, eigen werk

### Auteur
- 1991/1993 - Sick, uitgave van drie monologen: Comic Monologue, Starved en What She Said
- 1995 - Blasted - Royal Court Theatre Londen
- 1996 - Phaedra's Love - Gate Theatre Londen
- 1997 - Skin (korte film met script van Kane) - uitgezonden op Channel 4 in Engeland
- 1998 - Cleansed - Royal Court Theatre, Londen
- 1998 - Crave - Traverse Theatre Edinburgh
- 1999 - 4.48 Psychosis - Royal Court Theatre Londen (2000)

## OpvoeringsgeschiedenisBlasted
- 1993 - Universiteit van Birmingham, Birmingham (regie: Sarah Kane) - eerste lezing van Blasted
- 1995 - Royal Court Theatre Upstairs, Londen - wereldpremière (regie: James MacDonald)
- 1997 - Teatro della Limonania, Sesto Fiorentino, Florence - Italiaanse première
- 1999 – Het Nationale Toneel, Den Haag - Nederlandse première (regie: Johan Doesburg)
- 2001 - Royal Court Theatre Downstairs, Londen - herneming (regie: James MacDonald)
- 2008 - Queens Hotel, Leeds - locatievoorstelling in een oud hotel in Leeds, waar het stuk zich ook afspeelt (regie: Felix Mortimer)
- 2008 - Soho Rep, New York - New Yorkse première (regie: Sarah Benson)
- 2010 - Lyric Hammersmith, Londen - nieuwe Engelse productie (regie: Sean Holmes)
- 2010 – Toneelschuur, Haarlem (regie: Thibaud Delpeut)